# Cremastosperma cenepense
Cremastosperma cenepense är en kirimojaväxtart som beskrevs av Pirie och Zapata. Cremastosperma cenepense ingår i släktet Cremastosperma, och familjen kirimojaväxter. Inga underarter finns listade i Catalogue of Life.